# Episodi speciali di Monster Allergy
La stagione bonus della serie animata Monster Allergy comprende gli episodi bonus delle stagioni della serie. Gli episodi bonus durano anche di più dei normali episodi: 35-40 minuti al posto dei soliti 25 minuti.
| Codice di produzione | Titolo                                |
| -------------------- | ------------------------------------- |
| MABONUSx01           | Il domatore di mostri                 |
| MABONUSx02           | I nuovi mostri                        |
| MABTB                | Monster Allergy: Back to Back         |
| MARFF                | Monster Allergy: The Rescue For Final |